# Lampetis dejongi
Lampetis dejongi es una especie de escarabajo del género Lampetis, familia Buprestidae. Fue descrita científicamente por Bellamy en 2008.